# ビヨンド・ザ・マット
『ビヨンド・ザ・マット』（英: Beyond the Mat）とは、1999年にアメリカで製作されたドキュメンタリー映画。監督・脚本・プロデュース・ナレーションはバリー・W・ブラウスタインによる。この作品はプロレスラーのリング外での人生に焦点を当てたものである。出演する主なレスラーはミック・フォーリー、テリー・ファンク、ジェイク・ロバーツ、ほか新人数名。プロレス団体としてはWWF（現WWE）、当時日の出の勢いだったECW、そのほかフリーのレスラーやインディペンデント団体に取材を行っている。1999年10月にアメリカで限定公開、翌年3月に広域公開されたのち、VHSとDVDが発売された。日本ではクロックワークスの配給により、2001年8月にシネマライズで単館公開された。

## あらすじ
本作はまず、ブラウスタイン監督がテレビに映るWWFとECWの選手を見つめながらプロレスへの愛を語るシーンで始まる。一念発起したブラウスタインは3年がかりのアメリカ横断旅行に乗り出し、プロレスラーという生き方を選んだ人々のメンタリティを理解するため、バラエティ豊富なプロレス関係者にインタビューを行って彼らを衝き動かすものを突き止めていく。
主役となる三人のスター選手のうち、一人はキャリアの絶頂期にあり（マンカインドことミック・フォーリー）、一人は引退を見据えており（テリー・ファンク）、もう一人はキャリアのどん底にある（ジェイク "ザ・スネーク" ロバーツ）。最初にカメラが追いかけるのはテリー・ファンクである。53歳になるテリーは膝が限界を迎えており、その体にはプロレス人生のツケが溜まっているにもかかわらず、生涯現役から離れられないように見える。ブラウスタインはハードコア団体ECW初のPPV大会、ベアリー・リーガルで試合を行うテリーを見守る。
本作は次に、テリー・ファンクのリング上でのライバルだったミック・フォーリーの人物像に迫る。エスカレートする危険な落下技（受身）と打撃を頭部に受け続けてきたフォーリーは、頭から落下して短時間意識を失った後（キング・オブ・ザ・リング1998におけるアンダーテイカーとのヘル・イン・ア・セル戦）、一時的に呂律が回らなくなったところを記録される。カメラはフォーリーが家族と過ごす場面と危険な受身を取る場面とを交互に映し出す。この作品のクライマックスは、ロイヤルランブル1999で行われたアイ・クイット・マッチである。衆人環視の中、妻とまだ小さい子供たち（特に娘ノエル）がおののきながら見つめる前で、フォーリーの無防備な頭部にザ・ロックのパイプ椅子が何度となく振り下ろされる。
最後に登場するレスラー、ジェイク・ロバーツは人気のピークが1980年代だった。クラック・コカインの常用者で、疎遠になった娘がいる。かつてはアメリカでも著名なレスラーに数えられ、数万人のファンの前で試合するのが常だったが、今やドサ回りのレスラーである。カメラはロバーツが娘と和解しようと試みるところや、ホテルの一室でコカインを吸引（直接映されてはいない）した直後のインタビューや、旅の途上で倒錯的性行為についてとめどなく独り言を言うところを映し出す。
華々しい経歴を持つ三人と対比させるように、まだ成功を収めていないレスラーが登場する。プロレス界に足を踏み入れたばかりのトニー・ジョーンズとマイケル・モデストは、作中でWWFのトライアウトマッチに臨む。一方、NFL所属のアメフト選手だったダレン・ドロズドフはビンス・マクマホンの面接を受ける。いつでも思うままに嘔吐できるというドロズドフに対し、マクマホンは面接の場でバケツに吐いて見せるよう求める。この特技はマクマホンによってキャラ付けとして採用され（与えられたリングネームは「ピューク」（ゲロ））、ドロズドフはWWF所属選手となった。しかし、エンドロールにおいてドロズドフが数か月のうちに下半身不随になったことが明かされる。試合中の技の失敗による事故であった。

## 製作と公開
ブラウスタインがプロレスに関するドキュメンタリーを作ろうと決意したきっかけは、隠れプロレスファンであることを暴露された経験である。
製作費の当初予算は50万ドルで、イマジン社の出資によるものだった。撮影には3年から5年の期間がかけられた。
WCWは本作に参加することを拒んだ。ブラウスタインは1997年に協力を求めてWWFと接触した。WWF会長ビンス・マクマホンは当初ブラウスタインにバックステージのフリーパスを与えるほどだったが、後に協力関係を破棄した。
ジェイク・ロバーツの発言によれば、子供にプロレスの暗い面を伝える作品だと事前に説明されていたにもかかわらず、実際はそれと程遠いものだった。ブラウスタインの主張は正反対である。ロバーツがそのように主張するのはなぜだと思うか、という質問に対するブラウスタインの答えは「理由は分からない。自分のイメージが上がると思ってるんじゃないか。いや、どうだろうな。彼はちょっと現実とズレているんだ。ジェイクのご多幸を祈るよ。」だった。
本映画は2000年3月にアメリカで広域公開された。のちに特典映像と出演者インタビューを加えてDVD化された。2004年3月には『スペシャル・リングサイド・エディション』と題されたレイティング未指定のディレクターズ・カット版DVDが発売された。このバージョンには、新たなイントロダクションおよび追加の特典映像、ミック・フォーリーとジェシー・ベンチュラへのインタビューが収録された 。

## 反応

### 批評家
レビューサイトRotten Tomatoesでは、66件のレビュー中82%が好意的だった。総評は、「プロレスラーの内面に深く切り込んだ『ビヨンド・ザ・マット』が描き出す、豊かな洞察に満ちたプロレスの世界には、プロレスファンでなくとも引き付けられるだろう」というものだった。
2000年にエンターテインメント・ウィークリー誌のリサ・シュワルツバウムは本作にBマイナスの評価を与え、「『ビヨンド・ザ・マット』は監督がたまたま出会った「いいシーン」の連続に終始し、それに頼り切っている。ジャーナリストならば聞きたがるはずの厳しい質問を差し挟もうとしない」と評した。
CNNのポール・タタラは次のように述べている。「ブラウスタインはレスラーの普段の姿がいかに普通かを伝えることで、彼らを人間的に見せられると思っているようだ。ところが意図に反して、自己毀損への彼らの強い志向はそのせいでいっそう不可解に映る。本作には笑える部分もあるが、ユーモラスだという以上に気分を暗くさせる効果を生んでいる。」
本作は批評家から賞賛を受けてもいる。シネクエスト映画祭では最優秀ドキュメンタリー賞を受賞し、また全米監督協会ドキュメンタリー映画監督賞にノミネートされた。

### プロレス業界
本作を視聴したマクマホンは、WWFのテレビ放映から本作の広告を一切排斥した。本作の配給を行っていたライオンズ・ゲート・フィルム社はこれが不当な取引制限に当たるとして訴訟を検討した。しかし、WWF広報の説明によれば、同業他社の広告を請け負わないという方針に沿った措置に過ぎない。また、ブラウスタインはマクマホンが配下のレスラーに対し、本作について公に発言することを禁じたと主張している。ミック・フォーリーも禁じられた一人だったが、本作のプロモートに協力するため、ブラウスタインとともに『ラリー・キング・ライブ』に出演した。これらの経緯から、本作のキャッチフレーズは「ビンス・マクマホンが隠したかった映画！」となった。
ロディ・パイパーもまた『ラリー・キング・ライブ』に出演し、プロレスビジネスについてブラウスタインと意見を交わした。パイパーは本作を「プロレスを扱ったドキュメンタリーの最高傑作」と呼んだ。さらにまた、ハルク・ホーガンはブラウスタインが次作を撮るなら出演する意思があると表明した。
2011年6月、バリー・ブラウスタインはポッドキャスト『Review a Wai』においてジョン・ポロックと1時間にわたるロングインタビューを行い、ビンス・マクマホンが本作を承認していない問題について語った。ここでブラウスタインが明かしたところによると、本作を視聴して気分を害していたのはビンスよりむしろリンダ・マクマホンであり、その理由はWWFの扱われ方とプロレスの「楽しさ」が描かれていなかったことにあった。そのほか、本作への出演を拒んだスティーブ・オースチンや、撮影クルーにゴミ箱を投げつけたうえ、その場面を映画に使うように言ってきたアンソニー・デュランテ（ピットブル2号）などのプロレスラーとのトラブルについても語られた。

### 出演レスラーのその後
中心的な出演者3人は、本作の公開に続く数年間、おおむねそのままの生き方を続けた。フォーリーはハードコア・スタイルのプロレス活動によって健康を損ない、2000年に34歳でセミリタイア状態に移行した。妻コレットとの間にさらに二人の子供が生まれたことも、その動機となった。フォーリーはその後も不定期にリングに上がっていたが、2012年に医師によってプロレス活動を禁じられた。その当時、ディーン・アンブローズをファーム団体NXTからWWE本体に昇格させる手段としてフォーリーとの抗争が検討されていたが、水泡に帰した（アンブローズは結局、ザ・シールドの一員として同年にWWEデビューを果たした）。フォーリーは2013年4月6日にWWE殿堂入りした。その後、フォーリーはアメリカ各地でスタンダップ・コメディ公演と講演活動を盛んに続けている。また、フォーリーの自伝は何度もニューヨーク・タイムズのベストセラーリストに挙がっている。
本作のエピローグで語られるように、テリー・ファンクの引退は3か月しか続かなかった。テリーはその後も「引退試合」を繰り返し行い、2013年1月12日に68歳で何度目かの引退宣言を行った。2008年にテリーは兄ドリー・ファンクJrとともにWWE殿堂入りした。2021年11月23日、複数のアメリカ国内の専門メディアが、テリーが認知症の治療を続けていると報じた。同年夏よりテキサス州アマリロの生活支援施設に滞在した後、この報道の時点では介護付きホームに入所して生活していると報告された。

ロバーツは本作の公開以降、薬物とアルコールの摂取量が増えた。2004年にはロンドン・コルニーの自宅で飼っていた蛇のダミアンを餓死させたことから、「不必要な苦痛を与えた」として告発された。2007年、WWEはWWWF・WWF時代を含む元所属選手が何らかの薬物依存症からの回復支援を必要とする場合に全費用を負担する方針を打ち出した。複数の報道およびロバーツのMySpaceページによると、ロバーツは2007年12月10日時点でWWEによる14週間の無償リハビリプログラムを受けていた。2008年5月、ジム・ロスは「ジェイク・ロバーツの治療プログラムが完了してから数週間経つが、彼の調子は良好だ」と伝えた。ロバーツはインディペンデントシーンでプロレス活動を続け、2012年には同業のダイヤモンド・ダラス・ペイジの助力で人生を立て直すべく、ペイジとの同居を開始した。2013年にはスコット・ホールまでがロバーツのリハビリに協力するため、同居に加わった。ペイジの居宅には「アカウンタビリティ・クリブ（家）」という愛称が付けられた。その様子はドキュメンタリー映画『The Resurrection of Jake the Snake』に記録されている。
ロバーツはファン・コンベンション（WrestleCon 2013）においてWWEへ復帰してロイヤルランブル2014に参加する希望を表明したが、実現には至らなかった。しかし翌2014年、ロバーツはほぼ9年ぶりにWWEテレビ番組に復帰した。特別エピソード『オールドスクール・ロウ』におけるCMパンク対ロマン・レインズの試合の終盤、ロバーツは新しい蛇（アルビノのビルマニシキヘビ）をともなって登場し、ニュー・エイジ・アウトローズとパンクに加勢してザ・シールドを蹴散らした。ジェイクは近年皮膚がんと診断されて処置を受けたものの、健康状態は良好で禁欲的な生活スタイルにもなじんでいる。ロバーツは2014年にWWE殿堂入りした。